# Abhandlungen der Königlichen böhmischen Gesellschaft der Wissenschaften
Abhandlungen der Königlichen böhmischen Gesellschaft der Wissenschaften byl český vědecký časopis. Vznikl jako soukromý projekt pražských učenců osvícenské orientace kolem Ignáce Borna, po svém vzniku časopis převzala Královská česká společnost nauk (KČSN). K nejznámějším autorům časopisu patřili Josef Dobrovský, Bernard Bolzano, František Palacký, Josef Jungmann, Pavel Jozef Šafařík, Karel Jaromír Erben, František Ladislav Čelakovský, Josef Jireček, Gelasius Dobner, František Martin Pelcl, Václav Hanka, Karel Rafael Ungar, Mikuláš Adaukt Voigt, Leopold Scherschnik, Ignác Cornova, Bohumír Jan Dlabač, Josef Vratislav Monse, Josef Dastich, Ferdinand Menčík, Václav Emanuel Mourek nebo Otto Steinbach z Kranichštejna. Časopis nebyl definován etnicky, ale většina autorů se hlásila k češství. Časopis vycházel v němčině v letech 1775-1892. Volba němčiny namísto tradiční latiny poukazovala na zájem oslovit širší veřejnost. Od 60. let 19. století se začala v časopise více objevovat i čeština. Vycházelo několik čísel ročně, ve vrcholném období až 14, ale v některých letech vyšlo jen jedno číslo. Časopis se věnoval především historii, přírodovědě, filologii a literární teorii. Přestože přírodovědná témata převládala, humanitně-sociální měla větší společenský vliv a časopis sehrál důležitou roli v počátcích národního obrození, k čemuž pomáhalo zacílení na domácí problematiku (zejm. český jazyk a česká historie). Vznikl pod názvem Abhandlungen einer Privatgesellschaft in Böhmen zur Aufnahme der Mathematik, der vaterlándischen Geschichte und der Naturgeschichte. Od roku 1882 měl paralelní český název Pojednání Královské české společnosti náuk. Prvním redaktorem byl Born, vzhledem k jeho pobytu ve Vídni je pravděpodobné, že čísla ve skutečnosti redigoval Jan Mayer. Od roku 1785 žádný redaktor nebyl uváděn. Některé články byly vydávány nejprve samostatně a teprve dodatečně byly vázány do souboru s ostatními (což později vedlo k jistým zmatkům v citacích a vročení). O přijetí příspěvků do časopisu rozhodovala schůze KČSN, později byly vypracovávány dva odborné posudky, od roku 1860 se to netýkalo prací řádných členů KČSN, jejichž texty byly zařazovány automaticky. Časopis měl až 650 stran. Náklad se pohyboval mezi 250-1000 výtisků. Značnou část dostával zpočátku autor hlavní stati jako formu honoráře (sám si pak časopis prodával). Od roku 1862 se mohl rozhodnout pro klasický honorář, kteroužto variantu většina autorů preferovala. S tím, jak postupně vznikaly specializovanější vědecké časopisy (1821 Krok, 1827 Časopis českého muzea, 1851 Živa, 1854 Památky archeologické a místopisné, 1862 Časopis lékařů českých), Abhandlungen se soustřeďovaly na rozměrnější stati.